# Salem, Indien
Salem (malayalam: സേലം, hindi: सेलम, telugu: సేలం, gujarati: સેલમ, kannada: ಸೇಲಂ‌, tamil: சேலம்) är en stad i Indien. Den är centralort i distriktet med samma namn som ligger i delstaten Tamil Nadu, i den södra delen av landet, 1 900 km söder om huvudstaden New Delhi. Folkmängden uppgick till 829 267 invånare vid folkräkningen 2011, med förorter 917 414 invånare. I staden finns industrier som tillverkar kemikalier, elektrisk utrustning, verktyg och mässingsgods. I närområdet finns gruvor där järnmalm och mangan bryts.